# Фридерихсен, Людвиг
Людвиг Фридерихсен (нем. Ludwig Friederichsen; 1 мая 1841, Рендсбург — 1915, Гамбург) — немецкий географ и картограф, издатель, книготорговец.

## Биография
Образование получил в г. Гота — центре картографического и издательского дела Германии того времени под руководством Эмиля фон Зюдова и Августа Петермана, с которыми впоследствии работал. Продолжил учëбу в Киле и Берлине.
В 1868 году открыл в Гамбурге магазин по продаже географических карт.
В 1873 году основал Гамбургское географическое общество и был с того времени его секретарëм. Издавал «Известия» этого общества, а в 1873—1879 гг. — «Journal des Museum Godeffroy».
Выпустил книгу «Die deutschen Seehäfen» (Гамбург, 1889—91) и целый ряд ценных карт центральной и западной Африки и других стран, а также южных морей и др.
Его сын Макс Фридерихсен (1874—1941) также был известным географом.

## Избранные труды
- Британские владения в Южной Африке: топографическое и статистическое руководство по эмиграции. Гамбург: 1877.
- Карта Западной Экваториальной Африки. Иллюстрации немецких колониальных владений (1:780 000). Карта побережья с местами работорговли. Гамбург: 1884.
- Специальная карта Западной Африки: прибрежный район между рекой Старая Калабара и Кориско Бей (Камерун, Биафра, Батанга), для иллюстрации стран германского протектората. Гамбург: 1885.
- Немецкие морские порты, практическое руководство для капитанов судов, судовых брокеров, правительственных учреждений и т. д.
  - Том 1. Порты для погрузки и разгрузки на немецком побережье Балтийского моря. Гамбург: 1889.
  - Том 2. Порты для погрузки и разгрузки на немецком побережье Северного моря. Гамбург: 1891.